# Jonte Flowers
Pour les articles homonymes, voir Flowers.
Jermaine « Jonte » Flowers (né le 12 avril 1985, à Chicago, Illinois) est un joueur américain de basket-ball. Il joue au poste d'ailier ou arrière.

## Biographie
Né à Chicago et élevé à Cottage Grove, une petite ville de l'État du Wisconsin, Jonte Flowers ne se destine pas du tout au basket-ball. Ce sont ses grands frères qui le poussent à jouer à ce sport. Ensuite, il intègre les Warriors, l'équipe universitaire de l'université d'État de Winona dans le Minnesota pendant quatre années, préférant rester près des siens. L'équipe joue en deuxième division universitaire et les Warriors remportent deux fois le championnat de division II, en 2006 et 2008. Flowers remporte le titre de meilleur joueur de la saison en 2008.
En 2008, à la fin de son cursus universitaire, n'ayant pas été sélectionné à la draft, il quitte les États-Unis pour aller jouer en Suède. Il signe un contrat d'une seule année dans le club des Solna Vikings où il remporte le titre de MVP et de meilleur défenseur. Il rejoint ensuite le championnat de Pro A français pour évoluer avec le club de la JA Vichy. Après une bonne saison chez les Jaunes et Verts avec des statistiques raisonnables (10,1 points, 3,2 rebonds et 2 interceptions en 23 minutes) et terminant deuxième meilleur intercepteur de la ligue, il rejoint le Hyères Toulon Var Basket (HTV) après en avoir émit le souhait. En concurrence avec Fein, Boungou-Colo, Dobbins et Legname aux mêmes postes, il voit son temps de jeu diminuer (17 minutes). Son rendement en prend un coup (6,5 points, 2,4 rebonds). À la suite de cette saison assez décevante, le HTV décide de ne pas renouveler son contrat. Le 23 juin 2011, il retourne à Vichy qui évolue en Pro B lors la saison 2011-2012.